# Confort

Confort este o comună în departamentul Ain din estul Franței.